# Ѣ́
Le iatʹ accent aigu (capitale Ѣ́, minuscule ѣ́) est une lettre de l'alphabet cyrillique, composée du Ѣ (iatʹ) et de l’accent aigu, qui a été utilisée en russe avant 1918.

## Linguistique

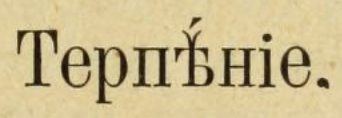
‹ Терпѣ́ніе › dans Свѣтлое Дѣтство publié en 1913.

Le ѣ́ est utilisé dans certains ouvrages linguistiques, pour noter le ѣ de syllabique portant l’accent tonique, comme par exemple le dictionnaire russe-tchouvache de Nikolaï Nikolyskii publié en 1909.

## Représentations informatiques
Le iatʹ accent aigu peut être représenté avec les caractères Unicode suivants :
- décomposé (cyrillique, diacritiques) :

| Formes    | Représentations | Chaînes de caractères | Points de code | Descriptions                                             |
| --------- | --------------- | --------------------- | -------------- | -------------------------------------------------------- |
| capitale  | Ѣ́               | Ѣ◌́                    | U+0462 U+0301  | lettre majuscule cyrillique iatʹ diacritique accent aigu |
| minuscule | ѣ́               | ѣ◌́                    | U+0463 U+0301  | lettre minuscule cyrillique iatʹ diacritique accent aigu |